# Caramany
Caramany (in catalano Caramany, in occitano Carmanh) è un comune francese di 144 abitanti situato nel dipartimento dei Pirenei Orientali nella regione dell'Occitania.

## Geografia fisica

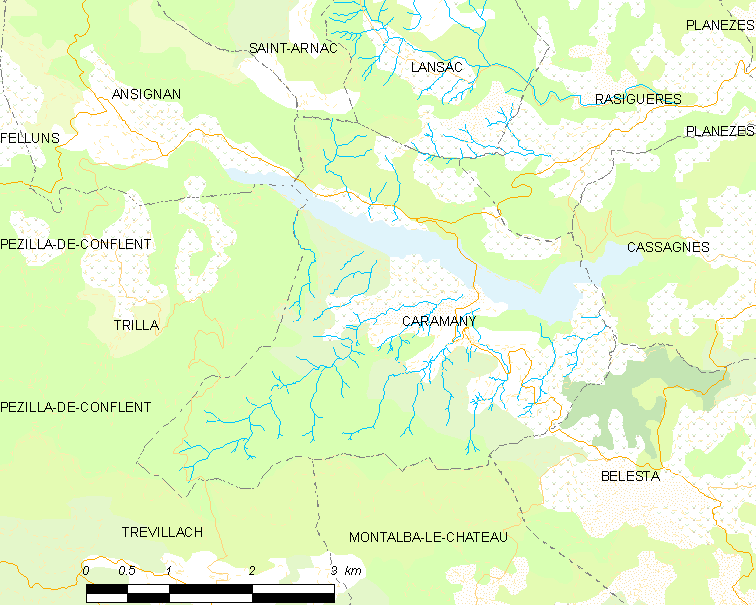
Situazione di Caramany

## Società

### Evoluzione demografica
Abitanti censiti